# Harmony (Indiana)
Harmony – miasto w Stanach Zjednoczonych, w stanie Indiana, w hrabstwie Clay.